# Teatro Verdi (Padova)
Il Teatro Nuovo oggi Teatro Verdi è il principale teatro padovano. L'edificio, commissionato da una società di nobili padovani, venne realizzato dall'architetto padovano Giovanni Gloria su progetto dell'architetto Antonio Cugini di Reggio.

## Storia
Nel 1751 venne inaugurato con un melodramma di Metastasio e fu chiamato "Teatro Nuovo e della Nobiltà". Nel 1847 fu ristrutturato al suo esterno da Antonio Monte su disegno di Giuseppe Jappelli. Nel 1884 fu rimodernato internamente dall'architetto milanese Achille Sfondrini che aveva progettato il Teatro dell'Opera di Roma.
La volta, che rappresenta la Danza delle Ore fu dipinta da Pietro Paoletti e rifatta successivamente da Giacomo Casa.
L'inaugurazione avvenne l'8 giugno 1884 con l'attuale nome. Le musiche per l'apertura del teatro rimodernato sono dovute al musicista patavino Angelo Tessaro. Originariamente il Teatro era affiancato dallo stretto vicolo dei Subiotti; dal 1958 questo assetto venne sconvolto con l'apertura di Corso Milano. Vennero inoltre demolite alcune case addossate all'edificio, rivelando tre grandi finestre ogivali che servivano a dare luce al palcoscenico.  
Il Verdi è la sede operativa del Teatro Stabile del Veneto e sede del terzo anno dell'Accademia Teatrale "Carlo Goldoni". In passato è stato sede unica dell'Accademia d'Arte drammatica "Palcoscenico".